# Rio Timber Creek
O Rio Timber Creek é um rio das Bahamas, na Ilha Andros.